# Escala de Bark
A Escala de Bark é uma escala psicoacústica proposta por Eberhard Zwicker em 1961. Ela foi nomeada após Heinrich Barkhausen ter proposto a primeira medição subjetiva de intensidade sonora.
A escala varia de 1 a 24 e corresponde a 24 bandas críticas de audição. As frequências base da escala Bark de audiometria são, em Hz: 20, 100, 200, 300, 400, 510, 630, 770, 920, 1080, 1270, 1480, 1720, 2000, 2320, 2700, 3150, 3700, 4400, 5300, 6400, 7700, 9500, 12000, 15500.